# 동양기전
동양기전은 자동차 부품, 유압 기기, 산업 기계 등을 생산하는 코스피 상장 기업으로, 코스피200 구성 종목이었다. 2014년 12월 1일 유압 기기 제조 및 판매를 담당하는 DY파워와 부품 제조 및 판매를 담당하는 DY오토를 물적으로 나누었으며, 이는 지주회사인 DY로 남게 되었다.

## 사업
동양기전 매출의 절반 이상은 유압 기기에서 나온다. 유압 기기는 중국 시장에서 중국 업체들 및 일본 업체들과 3강 체제로 경쟁하고 있다.
매출의 1/3가량은 자동차 부품 사업 부문에서 나온다. 구체적으로는 자동차용 전장품을 만드는데, 전장품이란 배터리에서 전원을 공급 받아서 동작하는 전기/전자 부품을 말한다. 와이퍼 시스템 및 냉각 팬 모터 등이다.
산업 기계로는 특장차(트레일러 등), 세차기, 골프카 등을 생산한다. 세 사업 영역 가운데 비중은 가장 작다.
매출 구성 비율은 각각 유압 기기 54%, 자동차 부품 36%, 산업 기계 10%가량이다. 2014년 현재 시가총액 3,000억 가량으로, 분기마다 평균 80억 가량의 순이익을 내는 흑자 기업이다.

## 위험 요소
사업의 위험 요소로는 유압 기기 사업의 경쟁이 점점 심화하여 가고 있다는 점, 그리고 특장차, 세차기, 골프카는 각각 건설 사업 경기, 유류 사업 경기, 골프장 사업 경기에 영향을 받는다는 점이 있다.